# Intellagama lesueurii
Rồng nước Úc (Intellagama lesueurii, trước đây là Physignathus lesueurii), trong đó bao gồm các phân loài rồng nước phương Đông (Intellagama lesueurii lesueurii) và rồng nước Gippsland (Intellagama lesueurii howittii), là một loài nhông sống trên cây có nguồn gốc từ miền đông Úc từ Victoria trở lên đến Queensland. Có thể có một số ít quần thể du nhập vào bờ biển phía đông nam của Nam Úc. Loài này được Gray mô tả khoa học đầu tiên năm 1831.

## Phân loài
- I. l. lesueurii (Gray, 1831)
- I. l. howittii (F. McCoy, 1884)